# Karabin M231 FPW
M231 Firing Port Weapon (FPW) – amerykański karabinek automatyczny przeznaczony do prowadzenia ognia przez otwory strzelnicze bojowego wozu piechoty M2 Bradley.

## Początki
Prace nad bronią rozpoczęto na początku lat 70. XX wieku, ze względu na zbyt dużą długość M16, która mogła utrudniać prowadzenie ognia przez otwory strzelnicze bojowego wozu piechoty nad którym pracowano w ramach programu Mechanized Infrantry Combat Vehicle. Swoje konstrukcje przedstawiły firmy Heckler und Koch oraz Rock Island Arsenal. Karabinek firmy Heckler und Koch opierał się na amerykańskim karabinku automatycznym M16 oraz niemieckim HK33 (karabin G3 przystosowany do standardu naboju 5,56x45mm), natomiast broń firmy Rock Insland Arsenal opracowano na podstawie amerykańskiego pistoletu maszynowego M3 Grease Gun. Karabinek firmy Hecker und Koch wyposażony był w lufę o długości 380mm (15,6 cala), posiadał kolbę prętową i mechaniczne przyrządy celownicze oraz strzelał z niewielką szybkostrzelnością teoretyczną (200 strzałów na minutę). Broń firmy Rock Insland Arsenal działała na zasadzie odrzutu zamka swobodnego, strzelała z zamka otwartego, była wyposażona w lufę o długości 280mm (11 cali), posiadała kolbę prętową i mechaniczne przyrządy celownicze oraz strzelała z bardzo dużą szybkostrzelnością teoretyczną (1000 strzałów na minutę). Do dalszego rozwoju wybrano broń firmy Heckler und Koch, której nadano uznaczenie XM231, przy czym dopracowanie karabinka zlecono firmie Colt. M231 FPW wprowadzono do uzbrojenia w 1979r.

## Przeznaczenie

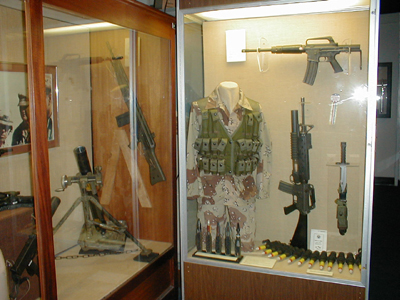
Karabinek M231 na samej górze gabloty po prawej. Poniżej karabin M16 z podwieszonym granatnikiem M203. Na lewo karabin Heckler & Koch G3.

M231 FPW to broń bardzo nietypowa. Trudno znaleźć inny karabinek automatyczny przeznaczony przede wszystkim do strzelania przez otwory strzelnicze wozów bojowych. Podobnie trudno znaleźć także karabinek automatyczny wyposażony w mechanizm umożliwiający strzelanie jedynie ogniem ciągłym. Początkowo bojowe wozy piechoty M2 Bradley wyposażone były w cztery otwory strzelnicze umieszczone w burtach oraz dwa otwory strzelnicze umieszczone w tylnej rampie, jednak kolejne modyfikacje doprowadziły do wzmocnienia pancerza i jednocześnie zasłonięcia otworów strzelniczych umieszczonych w burtach pojazdu. Brak otworów strzelniczych w burtach zmniejszył przydatność karabinka M231 FPW, który jednak nadal stanowi uzbrojenie bojowych wozów piechoty M2 Bradley, między innymi jako broń wykorzystywana przez załogę w razie konieczności opuszczenia wozu. Brak przyrządów celowniczych i kolby utrudnia jednak korzystanie z karabinka po opuszczeniu wozu bojowego.

## Budowa
M231 FPW działa na zasadzie odprowadzania gazów prochowych przez boczny otwór w lufie. Zastosowano układ gazowy bez tłoka, dlatego też gazy prochowe dostarczane są poprzez element znany jako "gas key" do komory gazowej umieszczonej pomiędzy tylną częścią zamka a suwadłem. Ryglowanie następuje poprzez obrót wieloryglowego zamka w prawo. Broń charakteryzuje się suwadłem o dużej powierzchni kontaktu z komorą zamkową, natomiast brak odcinka swobodnego ruchu suwadła wymusił zastosowanie "buffera" wygaszającego odbicie suwadła. Karabinek strzela z bardzo dużą szybkostrzelnością teoretyczną - 1200 strzałów na minutę. Po wystrzeleniu z magazynka ostatniego naboju zespół ruchomy zatrzymuje się w tylnym położeniu. Dźwignia zatrzasku (która znajduje się po lewej stronie komory spustowej) umożliwiająca zwolnienie zespołu ruchomego w przednim położeniu. Broń posiada nieruchomą podczas strzelania rączkę zamkową umieszczoną nad komorą zamkową za chwytem transportowym. Brak ręcznego dosyłacza zamka w połączeniu z nieruchomą podczas strzelania rączką zamkową powodują, że jeśli zespół ruchomy z jakiegoś powodu nie chce dojść w przednie położenie (przykładowo ze względu na zanieczyszczenia), to jego dopchnięcie możliwe jest dopiero po rozłożeniu częściowym broni. Zastosowano mechanizm uderzeniowy z kurkiem zakrytym oraz mechanizm spustowy umożliwiający strzelanie jedynie ogniem cięgłym. Skrzydełko blokującego spust bezpiecznika nastawnego znajduje się po lewej stronie komory spustowej nad chwytem pistoletowym. M231 FPW zasilany jest amerykańskim małokalibrowym nabojem pośrednim 5,56x45mm. Broń nie została wyposażona w przyrządy celownicze, dlatego też zaleca się strzelanie przy wykorzystaniu naboi M196 z pociskiem smugowym, co umożliwia korygowanie ognia na podstawie widocznych smug pocisków. Karabinek może również strzelać nabojem M193 ze "zwykłym" pociskiem pełnopłaszczowym, nie jest natomiast możliwe celne strzelanie przy wykorzystaniu standardowego natowskiego naboju SS109. Zasilanie odbywa się z dwurzędowych magazynków łukowych o pojemności 30 naboi lub dwurzędowych magazynków pudełkowych na 20 naboi (takie same jak w przypadku karabinu M16). Broń może być również zasilana z innych magazynków pasujących do gniazda M16 (przykładowo magazynków C-MAG o pojemności 120 naboi). Gniazdo magazynka znajduje się pod komorą zamkową przed chwytem pistoletowym. Przycisk zatrzasku magazynka umieszczono po prawej stronie komory spustowej. Z tylnej części komory zamkowej wystaje tuleja wewnątrz której znajduje się sprężyna powrotna. Na końcu lufy o długości 396mm znajduje się szczelinowy tłumik płomieni. Komorę zamkową oraz komorę spustową wykonano ze stopu aluminium, natomiast łoże i chwyt pistoletowy zostały wykonane z tworzywa sztucznego. Wokół przedniej części łoża umieszczono pierścienie umożliwiające mocowanie broni w otworach strzelniczych wozu bojowego. Broń nie została wyposażona w kolbę.